# Липень 2015
Липень 2015 — сьомий місяць 2015 року, що розпочався в середу 1 липня та закінчився в п'ятницю 31 липня.

## Події
- 31 липня
  - Клінічні випробовування підтверджують, що вакцина rVSV-ZEBOV проти вірусу, що спричиняє гарячку Ебола, захищає від зараження на 100 % протягом 10 днів після першої ін'єкції[1][2].
  - Аналіз цирконієвих кристалів дозволив встановити, що вік магнітного поля Землі — принаймні 4 мільярди років. Попередні результати 2010 року вказували на вік 3,45 млрд років[3].
- 30 липня
  - «Полярне» сяйво було зафіксовано за межами сонячної системи — у 18 світлових років навколо коричневого карлика у сузір'і Ліри, проте походження заряджених частинок невідоме[4][5].
- 29 липня
  - Вдалося створити синтетичну рибосому, частини великої і малої субодиниць якої з'єднанні в одну молекулу (Ribo-T). Така рибосома успішно синтезує білок як у дослідах in vitro так і у штамі E.coli, в якого власна рибосома нефункціональна[6].
  - Росія заблокувала резолюцію Радбезу ООН щодо створення трибуналу по MH17[7].
  - Реліз операційної системи Windows 10[8].
  - У Львові відкрито пам'ятник Андрею Шептицькому[9].
- 28 липня
  - Встановлено, що по краям зубів теропод (підряд, до якого належали тиранозаври) були присутні незвичні для м'ясоїдних тварин зазубрені виступи, які дозволяли легше відривати шматки м'яса здобичі[10][11].
- 27 липня
  - У чеському зоопарку померла Набіре, самиця Північного білого носорога. Тепер у світі залишилося лише чотири особини цього підвиду білого носорога[12].
  - Розроблений пристрій, що випромінює світло з частотою 90 гігагерц, який може послугувати основою швидкісного оптичного комп'ютера[13][14].
  - На 83 році життя помер Абдул Калам, колишній президент Індії[15].
  - Користувачі Facebook можуть призначати «спадкоємців» після своєї смерті. Такі «успадковані контакти» будуть слідкувати за сторінкою, проте не матимуть доступу до конфіденційної інформації померлого[16].
- 26 липня
  - Кріс Фрум виграв велогонку «Тур де Франс»[17].
- 24 липня
  - П'єр Нкурунзіза втретє став президентом Бурунді[18].
  - Комуністична партія в Україні втратила політичний статус та право бути обраною на виборах[19].
- 23 липня
  - За допомогою телескопа «Кеплер» знайдена перша екзопланета земного типу Kepler-452b, що розташована в придатній для життя зоні сонцеподібної зорі[20].
  - Союз ТМА-17М з екіпажем на борту стартував із космодрому Байконур і через п'ять годин успішно пристикувався до МКС[21].
- 21 липня
  - Європейський суд з прав людини зобов'язав Італію узаконити союз одностатевих пар. Крім країн ЄС, рішення ЄСПЛ, у разі, якщо воно набуде чинності, поширюються також на Україну, Росію, Вірменію та Азербайджан[22].
  - У Росії розпочався суд над захопленими громадянами України — «кримськими терористами» Олегом Сенцовим та Олександром Кольченком[23].
  - Партія «Правий сектор» провела з'їзд, на якому Ярош проголосив «новий етап української революції»[24].
- 20 липня
  - Куба і США повністю відновили дипломатичні стосунки після 54 років їх перерви[25].
  - На конференції Міжнародного товариства з питань СНІД[en] у Ванкувері, ВООЗ виступила з рекомендацією якомога раннього лікування людей з діагнозом ВІЛ за допомогою антиретровірусних препаратів[26].
  - Національний музей авіації і космонавтики США розпочав спільнокошт-проєкт для забезпечення зберігання скафандра, в якому Ніл Армстронг вийшов на поверхню Місяця[27].
  - Поліпшена методика мікро-КТ[en] дозволила прочитати написи на сувої, який було спалено 1500 років тому. Сувій був знайдений в синагозі в Ейн-Геді у 1970, проте до цього моменту прочитати написи було технічно неможливо[28].
  - Теракт, ймовірно скоєний бойовиками Ісламської держави Іраку і Леванту у місті Суруч у Туреччині, забрав життя 27 осіб, більше 100 поранено[29].
- 17 липня
  - У віці 25 років помер Жуль Б'янкі, гонщик Формули-1, наслідком коми і смерті стала аварія 9 місяців тому в Японії[30].
  - Астронавти на борту космічної станції були вимушені тимчасово перейти в сховище капсули через загрозу зіткнення станції з космічним сміттям — частина колишнього російського супутника, що пролетіла повз станцію у 3 км[31].
  - Головний виконавчий директор Пекінського інституту геноміки[en] Цунь Ван (англ. Jun Wang) склав повноваження. В інституті за 16 він брав участь в проєкті геному людини, секвенуванні геному панди, рису та мікрофлори людського кишечнику[32].
- 16 липня
  - Обсерваторії у Ла-Пальма (Іспанія) та Паранал (Чилі) були обраними для побудови масивів черенковських телескопів — наступного покоління телескопів для детекції γ-випромінювання[33].
  - Палеонтологи знайшли на півночі Китаю рештки двометрового динозавра Zhenyuanlong suni, повністю вкритого пір'ям, який жив 125 мільйонів років тому[34][35].
- 15 липня
  - Знайдені найдавніші фрагменти сперматозоїдів тварин у викопних рештках скам'янілого черва. Вік клітин — 50 млн років[36][37].
  - Президент України Петро Порошенко представив Геннадія Москаля як керівника Закарпатської облдержадміністрації[38].
  - О 00:52 (UTC) отримано перший сигнал космічного апарата New Horizons після того, як він наблизився до Плутона 14-го о 11:50 (UTC). Під час наближення апарат був сфокусований на накопиченні даних і перебував у радіомовчанні, через 8,5 години він відправив сигнал, який за 4,5 години дістався Землі[39][40][41].
  - Літак на сонячній енергії Solar Impulse продовжить свою навколосвітню подорож вже у 2016 році, оскільки за останній рекордний переліт з Японії до Гаваїв сонячний елемент на борту літака був пошкоджений, ремонт його займе декілька місяців[42].
- 14 липня
  - Вчені з CERN за допомогою Великого адронного колайдеру відкрили нову субатомну частинку — пентакварк[43].
  - На шляху встановлення нової міри кілограму у 2018 році, було пораховано число Авогадро з найбільшою точністю, ±18 атомів на мільярд, в порівнянні з попередніми розрахунками: ±20 (2015 р.) та ±30 (2011 р.) атомів на млрд[44][45].
  - Іран та країни-перемовники дійшли угоди, що передбачає обмеження ядерної програми Ірану та поступове зняття санкцій з цієї країни[46].
  - НАСА опублікувало нове фото Плутона, зроблене космічним апаратом New Horizons[47].
- 13 липня
  - Вчені з Університету Джонса Гопкінса, які займаються місією New Horizons, на прес-конференції вказали остаточні результати розміру Плутона — 2370 (±20) км у діаметрі, що робить його найбільшим об'єктом поясу Койпера, більшим за Ериду, діаметр якої 2326 (±12) км[48].
  - Команда національної агенції наук Австралії CSIRO[en] знайшла чотири підводних сплячих вулкани за 250 км від Сіднея на глибині майже 4 км. Їх вік — приблизно 50 мільйонів років[49][50].
- 12 липня
  - Океанографічна експедиція знайшла рештки потонулого корабля кінця XVIII-початку XIX століття не далеко від узбережжя Північної Кароліни[51].
- 11 липня

  - Новак Джокович та Серена Вільямс (на фото) стали переможцями на Вімблдонському турнірі[52][53].
- 10 липня
  - Встановлено, що з потеплінням клімату джмелі в Європі та Північній Америці не мігрують на північ в холодніші умови, як це роблять багато інших тварин, тому кількість їх особин різко знижується. Від цього страждають рослини, які залежать від джмелів для запилення[54][55].

  - Президент Петро Порошенко призначив Валерія Чалого (на фото) послом України у США[56].
  - Харківська міська рада визнала Росію агресором[57].
  - В Одесі запустили прокат електромобілів — Nissan та Tesla[58].
- 9 липня
  - НАСА повідомило імена чотирьох космонавтів, які будуть першими пілотами космічних кораблів Crew Dragon та CST-100 компаній Boeing та SpaceX, відповідно[59].
  - Данія змогла виробити 140 % від потреб електроенергії у країні за допомогою енергії вітру, надлишок електроенергії був експортований у Німеччину, Норвегію та Швецію[60].
- 8 липня
  - Прискорювач частинок у Fermilab, США, встановив світовий рекорд з потужності пучку для дослідів нейтрино, згенерувавши промінь у 521 кВ. Вища потужність променя прискорених частинок дозволяє легше детектувати нейтрино[61][62].
  - Генна терапія дозволила вперше вилікувати спадкову глухоту у мишей шляхом заміни нефункціонального гену Tmc, який формує кальцієві канали в волоскових клітинах внутрішнього вуха, що відкриваються у відповідь на звукові коливання[63][64].
- 7 липня
  - Національний музей природознавства розпочав проєкт з колекціонування заморожених зразків великої кількості видів рослин задля подальшого аналізу та збереження біорізноманіття. За два роки планується отримати зразки всіх родин та половину всіх відомих родів рослин[65].
  - Слідче управління Служби безпеки України оголосило у розшук екс-міністра освіти Дмитра Табачника[66].
- 6 липня

  - Deep Space Climate Observatory зробила перше повне фото Землі за останні 43 роки. Попереднє зображення «Блакитна іграшкова куля» (на фото) було зроблено командою Аполлону-17 у 1972 році[67][68].
  - Українські фізики, які працюють в лабораторіях Європи, вперше використали ефект гравітаційного лінзування для аналізу γ-променів блазара PKS 1830-211 і встановили, що γ-промені походять від регіону навколо надмасивної чорної діри в центрі галактики. Публікація вийшла в журналі Nature Physics[69][70].
- 4 липня
  - У 17:54 UTC був втрачений зв'язок з зондом New Horizons через невелику аномалію у функціонуванні. Зв'язок був відновлений у 19:15 UTC. Зонд повинен повернутися до нормального функціонування 7 липня, за тиждень до найбільшого наближення до Плутона[71][72].
- 3 липня
  - Влада Малайзії повідомила Раду безпеки ООН про намір представити резолюцію про скликання міжнародного трибуналу над відповідальними за катастрофу «Боїнга» рейсу MH17[73].
  - Літак Solar Impulse, що живиться виключно від сонця, успішно закінчив найдовший переліт своєї навколосвітньої подорожі і приземлився на Гаваях, пролетівши 7200 км та 118 годин через Тихий океан з Японії[74].
- 2 липня
  - Верховна Рада України прийняла закон про Національну поліцію[75].
  - Завершено перший порівняльний аналіз геномів мамонта та слона африканського. Знайдено унікальні для мамонтів зміни у 1642 генах, що кодують білки, в тому числі і представника родини TRP-каналів TRPV3, який відповідає за відчуття холоду та ріст волосся[76].
  - Після 80 годин та 5663 км перельоту літак Solar Impulse побив рекорд безперервного польоту використовуючи лише сонячну енергію[77][78].
  - Компанія British Petroleum повинна виплатити компенсацію у розмірі £12 млрд для відшкодування наслідків техногенної катастрофи розливу нафти у 2010 році у Мексиканській затоці[79].
- 1 липня
  - Кувейт став першою державою, де аналіз ДНК обов'язковий для всіх мешканців — таким чином уряд планує поліпшити кримінальний стан країни. Відмова чи підробка тестування переслідуватиметься кримінально[80][81].
  - Зонд New Horizons зробив кольорові фотографії Плутона, на яких він виявився коричневого кольору з темними плямами, природа яких досі невідома[82][83].
  - Греція не сплатила €1,6 млрд за кредит МВФ і увійшла в стан технічного дефолту[84].